# Сенамотіс (скіфянка)
Сенамотіс (грец. Σεναμωτις) — донька скіфського династа Скілура (грец. βασιλέως δὲ Σκιλούρ[ο]υ θυγάτηρ), дружина боспорського аристократа Геракліда, відома з єдиного джерела — посвячення богині Дітагойї, зробленим від імені царя Боспору Перісада V.
Ім'я чоловіка Сенамотіс — Гераклід досить популярне у епіграфіці Боспору, й імовірним є належність Геракліда до боспорської аристократії чи навіть до Спартокідів.
| «Сам факт посвяти такого роду, безсумнівно, слід розглядати як релігійно-політичний акт виняткової важливості, державного значення. Не виключено, що він був обумовлений якимось обставинами, безпосередньо пов'язаними з персоною царя Боспора або з ситуацією в царському домі (наприклад, з хворобою Перісада, який не мав, як припускають, прямих спадкоємців, тощо) … У самій формулі посвяти чітко виступає, якщо так можна висловитися, „родова“, „родинна“ сторона … акцент робиться не стільки на політичному аспекті влади царя та його титулатурі, скільки на його походженні … З іншого боку, і сама Сенамотіс, хоча й лаконічно, але дуже виразно підкреслює й своє походження від царя Скілура, й власний сімейний стан — шлюб з Гераклідом.»[4] |
Переконливої етимології не запропоновано.
Висловлювалося припущення, що Сенамотіс була жрицею Дітагойї.

## Грецький текст посвяти[6]та її переклад (за Ю.Г.Виноградовим)[2]
грец. 
‘Υπέρ [του?] βασιλέος [τρί]ς [Πα]ίρισάδου [το]ϋ [υίο]υ βασιλέως [Βοσπόρου?] Παιρισάδου Σεναμωτις Ήρακλείδου γυνή,
βασιλέως δέ Σκΐλούρ[ο]υ θυγάτηρ ν άνέθηκεν τήν τράπεζαν vac. Διθαγοιαι.
укр. 
За царя тричі Перісада, сина царя Боспору Перісада, Сенамотіс, Геракліда дружина,
 донька Скілура, присвятила цей офірний стіл Дітагойї.